# Michael VII.

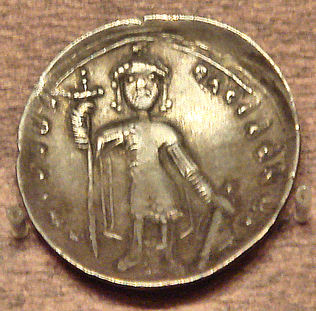
Silber-Miliaresion von Michael VII. Dukas

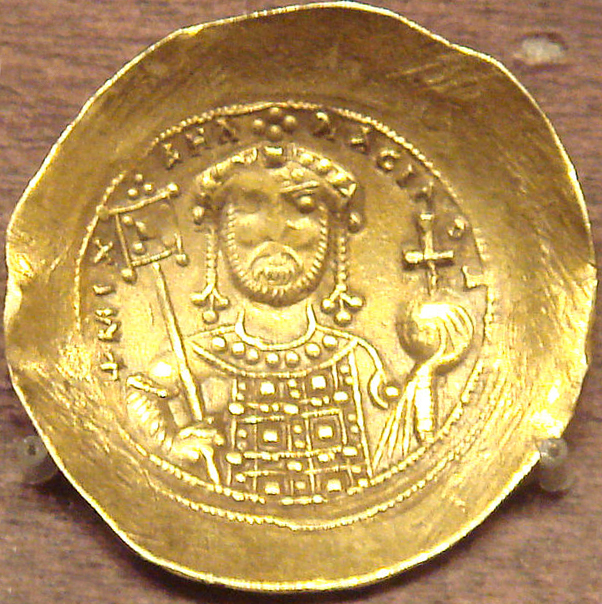
Gold-Histamenon von Michael VII. Dukas

Michael VII. Dukas oder Parapinakes (mittelgriechisch Μιχαὴλ Ζ’ Δούκας Παραπινάκης, * ca. 1050; † ca. 1090) war von 1067 bis 1078 oströmischer Kaiser, regierte jedoch faktisch erst ab 1071. Er war mit Maria von Alanien, der Schwester des Königs Giorgi II. von Georgien verheiratet.

## Leben
Michael war der älteste Sohn von Konstantin X. Dukas und Eudokia Makrembolitissa. Schon kurz nach seiner Geburt wurde er zum Mitkaiser (symbasileus) erhoben. Er folgte seinem Vater nach dessen Tod am 21. Mai 1067 nominell auf den Thron, stand jedoch zunächst gemeinsam mit seinem jüngsten Bruder Konstantios unter der Vormundschaft seiner Mutter, welche die faktische Herrschaft ausübte. Zu Jahresbeginn 1068 heiratete Eudokia den erfolgreichen Militär Romanos Diogenes, der zum Mitkaiser und faktischen Regenten aufrückte. Zugleich wurde Michaels Bruder Andronikos nun ebenfalls ins Herrscherkollegium aufgenommen, das in der Folge auch noch um die beiden jungen Söhne Eudokias von Romanos, Leon und Nikephoros, erweitert wurde. Am 24. Oktober 1071 wurde Michael von seinem Onkel, dem Caesar Johannes Dukas, zum Alleinherrscher gemacht. Seinen 1074 geborenen Sohn Konstantin Dukas Porphyrogennetos erhob er zum Mitkaiser.
Michael war sehr gebildet und interessierte sich sowohl für Musik und geometrische Probleme als auch für Philosophie, wahrscheinlich unter Einfluss seines Lehrers Michael Psellos, einem der bedeutendsten Gelehrten seiner Zeit. Der Chronist Johannes Skylitzes (856, D) hat für solche Interessen allerdings nichts als Verachtung übrig: „Er (der Kaiser) verschwendete seine Energie in der Konstruktion schlechter jambischer und anapaestischer Verse und ruinierte so sein Reich…“
Michaels Schwäche und die Habgier seines Ministers Nikephoritzes waren für das Reich verheerend, das damals von allen Seiten bedroht und angegriffen wurde. 1071 war noch vor dem Antritt seiner Selbstregierung im Westen Bari, die letzte Besitzung auf der Italienischen Halbinsel, an die Normannen verlorengegangen. Im Osten besiegelte die Niederlage in der Schlacht von Manzikert den teilweisen Verlust Kleinasiens an die türkischen Seldschuken, was durch die Anarchie in der Armee gefördert wurde. Ein breiter Streifen Kleinasiens konnte 1074 nicht gegen die Seldschuken verteidigt werden.
Diese Unglücke wurden teilweise durch die Unterdrückung einer bulgarischen Revolte unter Konstantin Bodin und Georgi Vojtech (1072–1073) ausgeglichen, die aber weitverbreitete Unzufriedenheit erzeugte. Hinzu kamen Plünderungszüge der Petschenegen unter dem Rebellen Nestor und der Ungarn an der Nordgrenze. 1078 erhoben sich gleichzeitig zwei Generäle, Nikephoros Bryennios und Nikephoros Botaneiates; letzterer wurde am 7. Januar zum Gegenkaiser proklamiert und marschierte drei Monate später in Konstantinopel ein. Michael dankte zugunsten seines Bruders Konstantios ab, der sich gegen Botaneiates jedoch nicht behaupten konnte, und zog sich in das Studionkloster zurück. Später wurde er Metropolit von Ephesos.
Sein Beiname Parapinakes („Minus ein Viertel“) bezog sich darauf, dass er veranlasste, zum gleichen Preis nur noch drei Viertel der Menge an Weizen zu verkaufen, um der herrschenden Geldentwertung gerecht zu werden und somit den Haushalt zu retten.